# عزلة اليمانية العليا (صنعاء)

تعديل مصدري - تعديل

عزلة اليمانية العليا هي إحدى عزل مديرية الحصن في محافظة صنعاء اليمنية ويبلغ تعداد سكانها 30124 نسمة حسب التعداد السكاني في اليمن لعام 2004.

## روابط خارجية
- الجهاز المركزي للإحصاء بالجمهورية اليمنية
- المركز الوطني للمعلومات باليمن
- World Gazetteer:Yemen
- الدليل الشامل